# Stora granens reservat
Stora granens reservat är ett naturreservat i Leksands kommun i Dalarnas län.
Området är naturskyddat sedan 2006 och är 1 hektar stort. Reservatet ligger på Björbergshällans sydostsluttning och består av den stora granen som är omgiven av flera stora höga granar.